# Johann Conrad Ulmer
Johann Conrad Ulmer  (* 1780 in Berolzheim; † 26. August 1820 in Frankfurt am Main) war ein deutscher Radierer und Kupferstecher.

## Leben
Ulmer nahm vor 1795 Zeichenunterricht bei dem Ansbacher Hofmaler Friedrich Gotthard Naumann und besuchte ab 1795 die Reichsstädtische Kunstakademie in Augsburg als Schüler des Kupferstechers Johann Elias Haid. 1800 bis 1802 war er Stipendiat der preußischen Regierung und Schüler bei Johann Gotthard Müller in Stuttgart. Von 1803 bis um 1817 war er Schüler an der École des beaux-arts und in den Ateliers von Jean-Baptiste Regnault und Jacques-Louis David in Paris. Er nahm 1812 am Pariser Salon teil. Zwischen 1818 und 1820 war Ulmer Professor der Kupferstecherkunst am Städelschen Institut in Frankfurt am Main.